# Gefesselt – Liebe. Ehre. Gehorsam.
Gefesselt – Liebe. Ehre. Gehorsam. ist ein Psycho-Thriller-Spielfilm aus dem Jahr 2014. In den Hauptrollen spielen Megan Maczko, Edward Akrout und Matt Barber. Regie führte Ate de Jong.

## Handlung
Freitagabend: Ein fremder Mann namens Aaron dringt lautlos in das Haus des Ehepaars Allison und Tom ein, die im Schlafzimmer beim Liebesspiel sind. Aaron schlägt Tom nieder, ergreift Allison und fesselt sie in einer Shibari-Position im Wohnzimmer. Danach schleift er Tom ins Badezimmer, fesselt und knebelt ihn in der Badewanne und beginnt ihn zu foltern, wobei er ihm mit der Zange einen Finger amputiert. Der Mann kehrt zu Allison zurück und zeigt ihr demonstrativ Toms abgeschnittenen Finger, während er beginnt, Allison sexuell zu berühren. Er erklärt, dass sie nur überleben wird, indem sie ihm gehorsam ist und ihn wie einen Ehemann begehrt. Aaron bindet Allison los und zwingt sie, ins Badezimmer zu gehen und sich nackt von ihm duschen zu lassen, während Tom gedemütigt zusehen muss. Aaron kündigt an, zusammen mit Allison das Wochenende zu verbringen und schläft im Bett an ihrer Seite, während sich Allisons Befürchtung, dass er sie vergewaltigen wird, nicht erfüllt.
Samstag: Aaron setzt Allisons psychische Folter und Zähmung fort und hält sie mit einer Seilfessel am Fuß an der Leine. Als Allison ihn bittet, ihn nicht „Ally“ zu nennen, weil nur ihr Mann das tut, amputiert er diesem kurzerhand einen weiteren Finger. Um ihren Mann zu retten, beginnt Allison sich Aaron zu fügen. Als er sie zwingt, sich ein Lackkleid anzuziehen, und dabei sie fotografiert, nutzt Allison die Chance zu Tom ins Bad zu rennen. Sie versucht mit Toms Handy die Polizei anzurufen, doch bricht Aaron rechtzeitig durch die Tür. Er bricht Tom die Nase und reißt ihm einen Zahn aus, während er Allison erneut im Schlafzimmer fesselt, sexuell berührt und ihr erneut verdeutlicht, was geschehen wird, wenn sie sich ihm nicht freiwillig hingibt. Während Allison im Zimmer zurückbleibt, macht sich Aaron immer mehr mit dem Leben des Ehepaares vertraut. Er findet heraus, dass Allisons und Toms Ehe weniger harmonisch verläuft, als er angenommen hat. So ist Tom aufbrausend, dass Allison seine sexuellen Phantasien nicht erfüllt, und übt gegenüber seiner Ehefrau häusliche Gewalt aus. Ebenso findet Aaron über Toms Handy heraus, dass er eine Affäre mit einer Frau namens Sarah hat. Aaron konfrontiert Tom mit dieser Kenntnis und foltert ihn erneut, indem er ihm mit einer Glasscherbe Schnittwunden am Bauch zufügt. Danach kehrt Aaron ins Schlafzimmer zurück, befreit Allison von den Fesseln und fordert sie auf, das von ihr ungeliebte Lackkostüm auszuziehen. Auf ihre Frage, was sie sich denn anziehen solle, erwidert Aaron, was immer sie möge. Aaron fesselt Allison nicht und vergewaltigt sie auch nicht in dieser Nacht.
Sonntag: Am nächsten Morgen wacht Allison alleine im Schlafzimmer auf und rennt zu Tom, der noch immer in der Badewanne liegt. Sie erklärt ihm, dass sie sich Aaron hingeben wird, da er sie sonst beide töten wird. Aaron und Allison frühstücken zusammen, woraufhin er sie mit dem Tod ihrer kleinen Tochter konfrontiert, die bei einem Verkehrsunfall schwer verletzt wurde und schließlich ihren Verletzungen erlag. Allison, die sich selbst die Schuld gibt, ist schwer traumatisiert von dem Ereignis, vor allem aber emotional tief verletzt, weil ihr Ehemann Tom weder sie noch sein Kind im Krankenhaus besucht hat. Allison und Aaron machen sich für einen gemeinsamen Abend schick, wobei Allison ihm heimlich ein unbekanntes Mittel in den Wein gießt, das Aaron jedoch nicht trinkt. Später gehen beide zu Bett. Aaron offenbart, dass er Allison schon begegnet ist und sie auch miteinander geredet haben, doch Allison kann sich nicht erinnern und Aaron will das Geheimnis nicht preisgeben. Allison fragt, ob sie am nächsten morgen noch aufwachen wird, woraufhin Aaron erklärt, dass nur sie die Entscheidung treffen kann.
Montag: Aaron verlässt das Haus und lässt Allison zurück, die mit einem Frühstück und Aarons Abschiedsbrief aufwacht. Sofort eilt Allison zu ihrem Ehemann, der völlig traumatisiert und von Eifersucht zerfressen ist. Allison bestreitet, dass sie mit Aaron geschlafen hat, doch Tom glaubt ihr nicht. Er verwüstet das immer noch nicht ausgeräumte Kinderzimmer seiner verstorbenen Tochter, schlägt Allison und  versucht sie zu vergewaltigen. Allison wehrt sich und schlägt Tom bewusstlos. Als auf Toms Handy eine SMS eingeht, öffnet sie die Nachricht und findet den Chatverlauf zwischen Tom und seiner Affäre. Allison erfährt so, dass ihr Ehemann sie mit ihrer besten Freundin Sarah betrogen hat, die als Haushaltshilfe im Haus des Paares arbeitet und nun von ihm schwanger ist. In diesem Moment kommt Sarah ins Haus und findet entsetzt den verletzten Tom und Allison vor, die kalt erklärt, dass, wenn Tom überleben sollte, sie ihn haben kann. Auf Allisons Frage, was mit ihr passiert sei, erwidert sie: „Ich bin aufgewacht.“ Als Tom zu sich kommt und Sarah erblickt, greift er sie im Wahn an und versucht sie mit einem Kissen zu ersticken, woraufhin Allison Tom mit einem Hammer erschlägt. Sie erklärt, dass nicht sie, sondern vielmehr Aaron ihren Mann getötet habe.
In der letzten Szene betritt eine Frau das Geschäft eines Schlüsseldienstes und bittet den Verkäufer, ihr einen neuen Hausschlüssel zu machen, der sie daraufhin bittet, ihr ihre Personalien und Adresse zu geben. Er starrt sie lange und intensiv an. Der Verkäufer ist Aaron.

## Produktion und Veröffentlichung
Regie führte Ate de Jong. Das Drehbuch schrieb Mark Rogers. Für die Kameraführung war Zoran Veljkovic verantwortlich. Für den Schnitte verantwortlich waren Jason Rayment. Der Film kam am 11. April 2014 raus. Am 3. September 2015 erschien der Film in einer ungekürzten Fassung mit der Altersfreigabe „keine Jugendfreigabe“ in Deutschland.

## Rezeption
„Von breit ausgespielten Grausamkeiten zehrender Home-Invasion-Thriller, abstoßend durch seinen unverhüllten Sadismus. Ein misogynes Machwerk, dessen einziger Ansatz von Originalität durch eine Umkehrung der Täter-Opfer-Konstellation im zweiten Teil kläglich ausfällt.“

In der Internet Movie Database erhielt der Film eine Wertung von 4,8 von 10 Punkten bei rund 1600 abgegebenen Bewertungen.